# Щетінін Владислав Сергійович
Владисла́в Сергі́йович Щеті́нін (нар. 29 серпня 1997) — український футболіст, лівий захисник одеського «Чорноморця». На правах оренди виступає за «Жемчужину».

## Кар'єра гравця
Вихованець СДЮШОР «Чорноморець». У лютому 2014 року ввійшов до заявки команди одеситів на Прем'єр-лігу. Увесь 2014 рік провів у юнацькій першості. З лютого 2015 став регулярно з'являтися в матчах молодіжної команди.
10 травня 2015 року, коли в одеситів низка футболістів із різних причин залишилися поза протоколом на матч Прем'єр-ліги проти львівських «Карпат», Щетинін дебютував у Вищому дивізіоні. Щетінін уперше зіграв у Прем'єр-лізі у віці 17 років 254 днів, ставши одним із наймолодших дебютантів сезону. У наступних двох матчах чемпіонату молодий футболіст незмінно виходив у стартовому складі «моряків».
На початку 2018 року був відданий в оренду в інший одеський клуб, першолігову «Жемчужину».